# Fenocristal

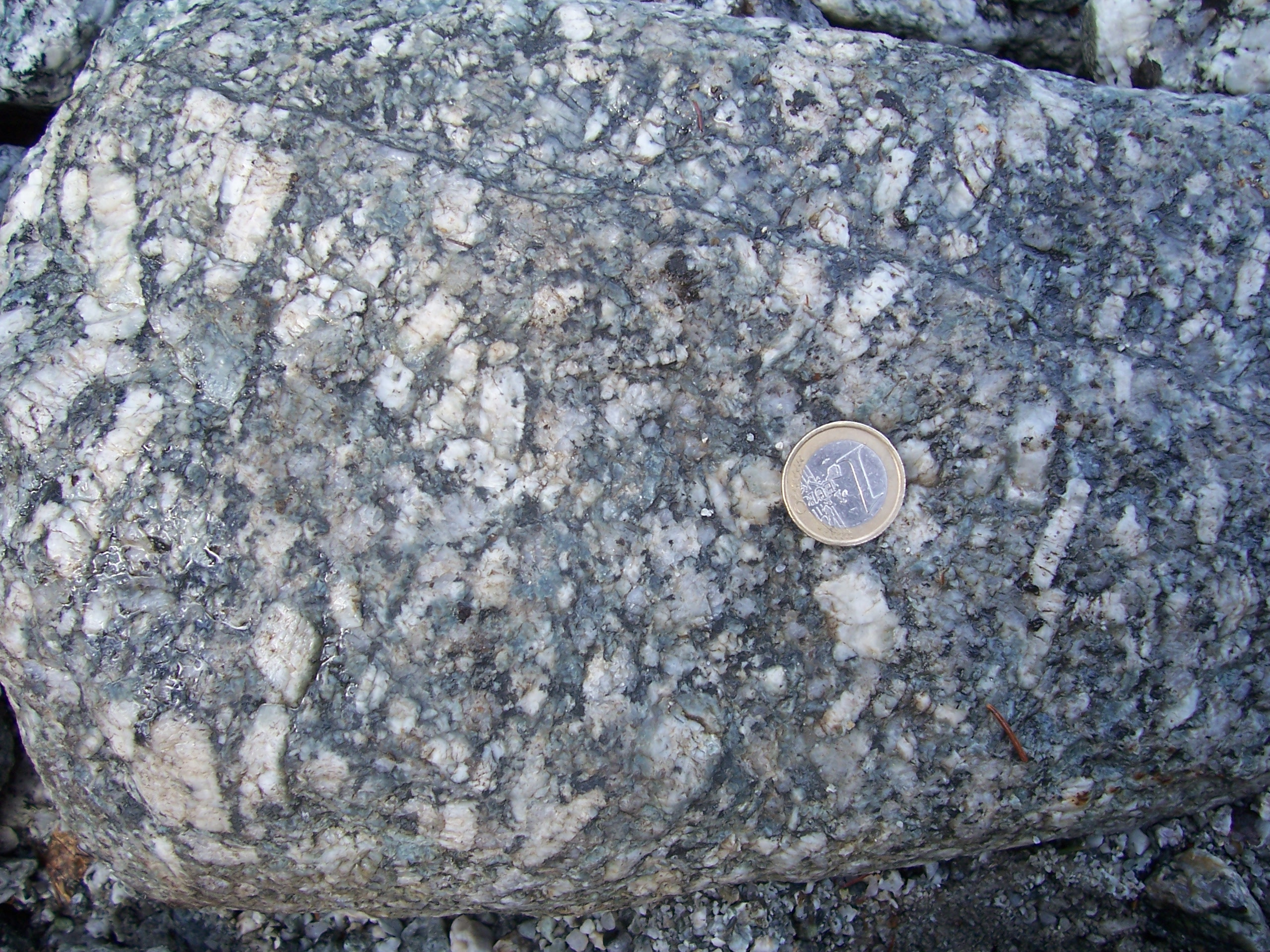
Fenocristais de feldspato num bloco de granito

Fenocristal é um cristal de grande tamanho presente numa rocha ígnea de textura porfirítica. Formam-se na fase inicial de arrefecimento destas rochas.